# فورست إتش. أندرسون
فورست إتش. أندرسون (بالإنجليزية: Forrest H. Anderson)‏ (و. 1913 – 1989 م) هو قاضي، ومحامي، وسياسي أمريكي، ولد في هيلينا، مونتانا، كان عضوًا في الحزب الديمقراطي، توفي في هيلينا، مونتانا، عن عمر يناهز 76 عاماً.

## مناصب
تولى منصب حاكم مونتانا ‏ (6 يناير 1969–1 يناير 1973)
- عضو مجلس نواب مونتانا

.

## التعليم
تعلم في جامعة مونتانا ‏
.